# آلدو بینی
آلدو بینی(ایتالیایی: Aldo Bini; زاده ۳۰ ژوئیهٔ ۱۹۱۵ – درگذشته ۱۶ ژوئن ۱۹۹۳) دوچرخه‌سوار اهل ایتالیا بود.
وی در مسابقات کشوری و بین‌المللی در مجموع برندهٔ ۱ مدال نقره شده‌است.